# Kristian Frost
Kristian Frost Olesen (født 9. februar 1989) er en dansk squashspiller. Han er syv gange dansk mester i squash for juniorer, og ni gange for seniorer.

## Karriere
Kristian er født i England, søn af Ulla-Britt og Morten Frost. Kristian har spillet det meste af sin karriere i den lille danske squashklub Sport 92 fra Hammerum. Kristian er syvdobbelt dansk mester i rækkerne DU19, DU17, DU15 og DU13. Kristian har i flere år været udtaget til det danske A-bruttolandshold.
I sæsonen 2007-2008 skiftede Kristian til Kolding Squash Klub for at kunne blive ved med at stille op i den bedste danske squashrække, Elitedivisionen, da Sport 92's bedste hold rykkede ned i 1. division. I sæsonen 2010-2011 skiftede Kristian igen klub, denne gang til København Squash Klub.
Kristian har deltaget i mange store europæiske juniorturneringer og sluttede sin juniortid i top 3 på den europæiske U19 junior rangliste, hvilket udløste et PSA-medlemskab. Kristians højeste placering på PSA-ranglisten er nummer 64 (sep 2012).

## Resultater
- Dansk Mester
  - 2010-12 og 2014-19 Vinder af DM for seniorer (2013 vundet af Morten W. Sørensen)
  - 2008 DU19 (Slog Caspar Grauballe)
  - 2007 DU19
  - 2006 DU17
  - 2005 DU17
  - 2004 DU15
  - 2003 DU15
  - 2002 DU13